# Neoabsolutism

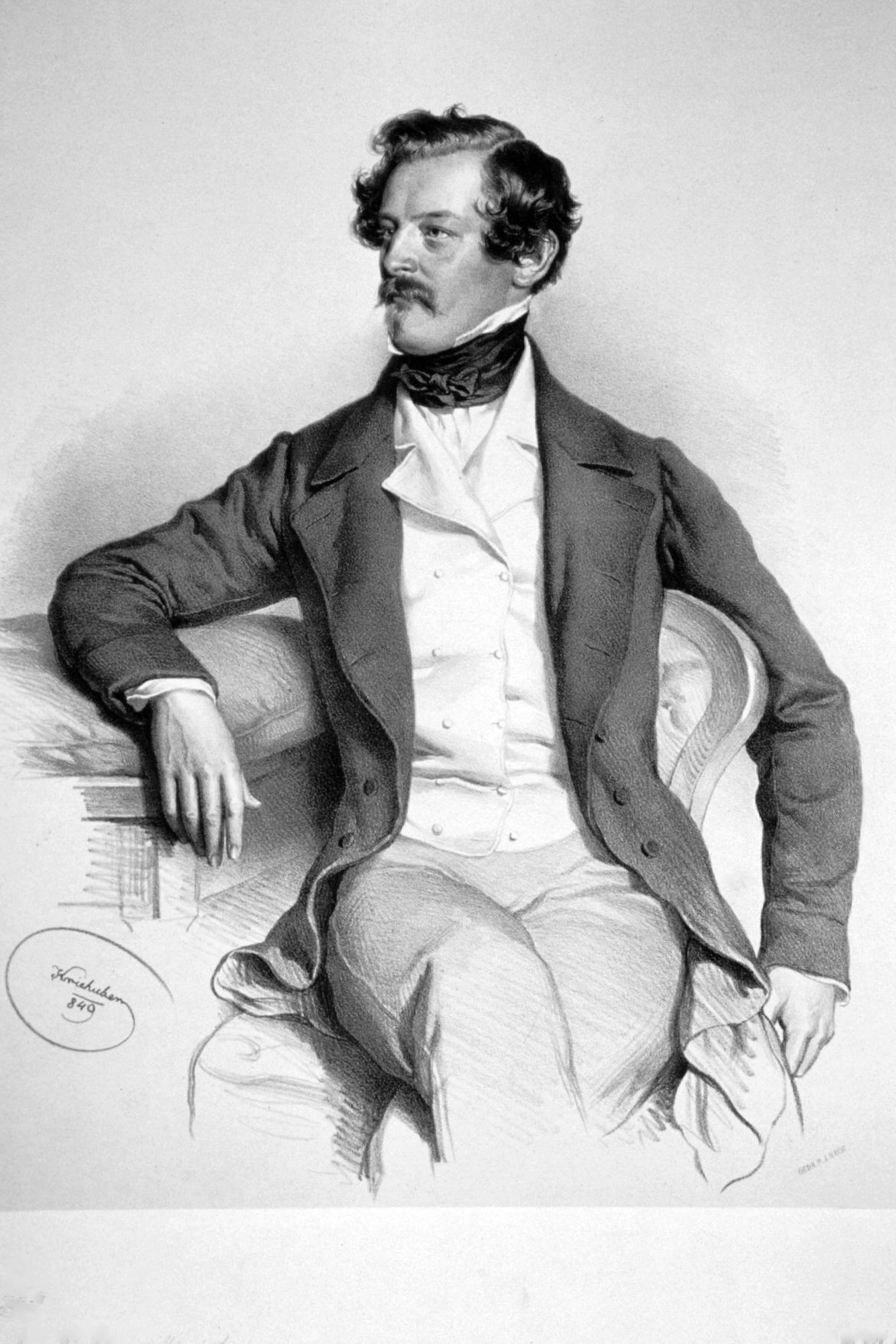
Alexander von Bach

Neoabsolutismul a fost forma de guvernământ din Imperiul Austriac din anii 1850, după înfrângerea Revoluției de la 1848. Artizanul neoabsolutismului a fost ministrul de interne Alexander von Bach. Caracteristicile neoabsolutismului au fost centralismul administrativ, germanizarea aparatului de stat, lipsa parlamentarismului, reintroducerea cenzurii, precum și monopolul Bisericii Romano-Catolice asupra învățământului și educației.
În plan artistic perioada s-a caracterizat prin avântul stilului istoricist, glorificarea evului mediu, promovarea arhitecturii neogotice etc.
Perioada neoabsolutistă s-a încheiat prin Diploma din Octombrie, promulgată de împăratul Franz Joseph al Austriei în data de 20 octombrie 1860.

## Urmări
Neoabsolutismul a generat nemulțumirea naționalităților componente ale Imperiului Austriac. O rezolvare temporară a fost Compromisul austro-ungar din 1867, care la rândul său nu a fost viabil pe termen lung.